# Udviklingsøkonomi
Udviklingsøkonomi er den gren af den økonomiske videnskab, der beskæftiger sig med økonomiske aspekter af udviklingen i udviklingslande. Udviklingsøkonomiens fokus er ikke kun på måder at fremme økonomisk vækst og strukturændringer, men også på at forbedre forholdene for den brede befolkning i udviklingslandene, eksempelvis via sundhed, uddannelse og arbejdsbetingelser, såvel via offentlige som private kanaler.
Udviklingsøkonomi omfatter skabelsen af teorier og metoder, der bistår i fastlæggelsen af fornuftige former for udviklingspolitik, og kan praktiseres både på nationalt og internationalt niveau. Faget anvender en blanding af kvantitative og kvalitative forskningsmetoder.

## Nogle hovedemner
Hovedemner indenfor udviklingsøkonomi er blandt andet teorier om økonomisk konvergens, manglende markeder, fattigdom og økonomisk integration i verdensøkonomien.

## Nobelpristagere
En række Nobelpristagere i økonomi har beskæftiget sig indgående med udviklingsøkonomi. Det gælder således Arthur Lewis og Theodore Schultz, der direkte modtog prisen som anerkendelse for deres forskning indenfor området, men også Simon Kuznets, Amartya Sen, Joseph Stiglitz, Michael Spence og prismodtageren i 2015 Angus Deaton. 
I 2019 var alle tre Nobelprismodtagere Abhijit Banerjee, Esther Duflo og Michael Kremer udviklingsøkonomer. De fik prisen for deres eksperimentelle tiltag til at afhjælpe global fattigdom. De tre forskere har været fremmest i at udvikle en eksperimentel tilgang til problemstillingerne, som efterhånden er kommet til at dominere forskningen indenfor feltet. Nobelstiftelsen skrev i sin begrundelse for at tildele prisen, at metoden dramatisk har forbedret de praktiske muligheder for at bekæmpe fattigdom. Blandt andet har mere end fem millioner børn i Indien nydt godt af deres resultater for organiseringen af skolevæsenet, og i mange lande har man efter de tre Nobelpristageres anvisning satset mere på præventiv sundhedspleje.

## Udviklingsøkonomi i Danmark
Udviklingsøkonomi har i mange år været et aktivt forsknings- og undervisningsområde på universitetsniveau i Danmark. På Københavns Universitet blev Development Economics Research Group således etableret i 1996 under ledelse af professor Finn Tarp, der også er direktør for FN's globale institut for udviklingsøkonomi UNU-WIDER i Helsingfors.